# Christian Masset
Christian Masset (Sète, 23 gennaio 1957) è un diplomatico e politico francese. Dal 2017 al 2023 è stato ambasciatore francese in Italia.

## Biografia
Christian Masset ha studiato presso l'Istituto di studi politici di Parigi (Sciences Po) e presso la Scuola superiore di scienze economiche e commerciali (ESSEC). Ammesso alla Scuola nazionale di amministrazione (ENA), ne uscito fra i primi classificati e come assegnazione ha optato per il ministero degli affari esteri.

### Carriera
Ha ricoperto varie posizioni nell'Amministrazione centrale (compresa la Direzione degli affari economici) e nella Rete diplomatica di Londra (1987-1989), Pretoria (1991-1994), Bruxelles (Rappresentanza permanente della Francia a l'Unione europea) (1994-1997, poi 2002-2007 con Pierre Sellal), a Roma (1999-2002).
Dal 1997 al 1999 è stato membro del gabinetto di Hubert Védrine, allora Ministro degli affari esteri, al fianco di Pierre Sellal, direttore del gabinetto.
Nel 2009 è stato responsabile della creazione della direzione generale per la globalizzazione, lo sviluppo e i partenariati (DGM), risultante dal consolidamento della direzione Affari economici e finanziari (DAEF), che aveva diretto dal 2007, e della direzione generale Cooperazione internazionale e sviluppo, nata dalla fusione del 1999 della direzione generale delle relazioni culturali, scientifiche e tecniche (DGRCST) e del ministero della Cooperazione. In qualità di DGM, presiede il Consiglio di amministrazione dell'Agenzia francese per l'istruzione all'estero (AEFE) e quello del gruppo di interesse pubblico France Coopération Internationale. Fa parte anche del consiglio di orientamento strategico dell'Istituto francese.
Nel dicembre 2011 è stato nominato Ambasciatore francese in Giappone, quindi nel 2014 Segretario generale del Ministero.
Nel settembre 2017, Christian Masset è stato nominato Ambasciatore di Francia in Italia, succedendo a Catherine Colonna.
Dal 2016 è titolare della dignità a vita di ambasciatore di Francia, e dal 12 luglio 2023 è consigliere della Corte dei conti.

### Vita privata
Christian Masset è sposato e ha tre figli. Parla: francese, italiano, inglese, spagnolo e tedesco.

## Pubblicazioni
- (FR) Christian Masset, Cyril Pinel, L'énergie nucléaire en Europe, in Revue Générale Nucléaire, n. 1,  pp. 179-182, 5618758323.
- (FR) Dominique Marie Kerouedan; Marc Gentilini; Philippe Kourilsky; Christian Masset (a cura di), Santé internationale: les enjeux de santé au Sud, Parigi, Sciences Po. les Presses, 2010, ISBN 9782724611724, OCLC 708393910.
- (FR) Christian Masset, G8/G20 : la France et l'enjeu africain, in Géopolitique africaine, n. 39, 2011,  pp. 39-62, OCLC 806368662.
- (FR) Christian Masset, Il est évident que le nucléaire fait partie de la solution, in Revue générale nucléaire, n. 3, 2015,  p. 12, OCLC 5864606829.

## Onorificenze
Cavaliere  di  Gran  Croce  dell'Ordine della Stella d'Italia  - 2023